# Philonthus salinus
Philonthus salinus är en skalbaggsart som beskrevs av Ernst Hellmuth von Kiesenwetter 1844. Philonthus salinus ingår i släktet Philonthus, och familjen kortvingar. Enligt den svenska rödlistan är arten nära hotad i Sverige. Arten förekommer i Götaland. Artens livsmiljö är havsstränder, våtmarker, stadsmiljö.